# Parábola (figura de estilo)

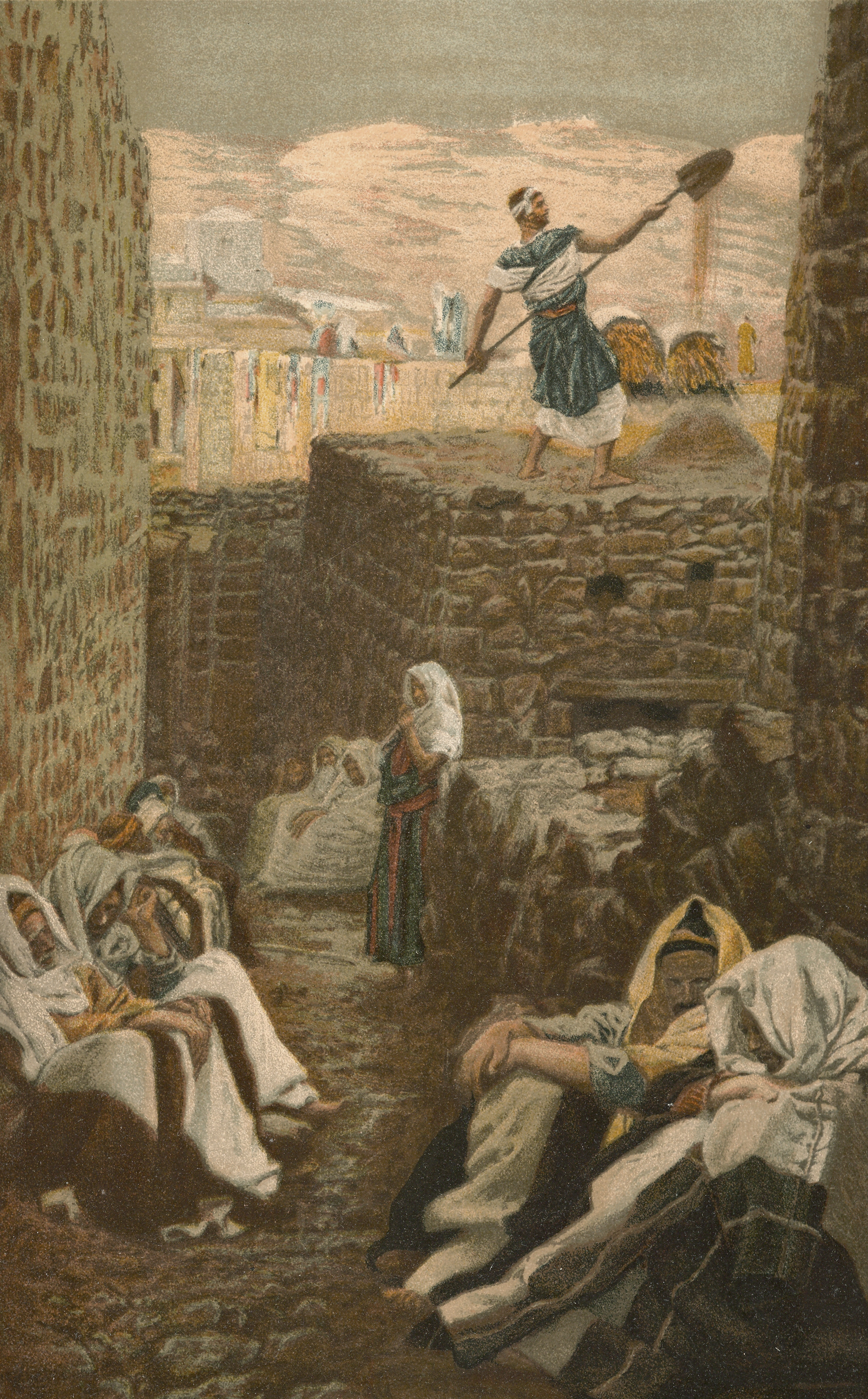
by James Tissot

Parábola é uma narrativa curta que, mediante o emprego de linguagem figurada, transmite um conteúdo moral, sendo por isso erroneamente confundida com a fábula. Difere do apólogo, por ser protagonizada por seres humanos. Eram muito comuns entre os hebreus e seu principal contador de parábolas foi Jesus Cristo, que possui várias parábolas registradas no Novo Testamento.
Trata-se pois de uma narrativa alegórica, que, por meio de ação ou analogia, transmite  preceito moral ou religioso - a exemplo das parábolas encontradas nos Evangelhos.